# Liste de films français sortis en 1925
Listes de films français
- 1921
- 1922
- 1923
- 1924
- 1925
- 1926
- 1927
- 1928
- 1929

Ci-dessous une liste des films français sortis en 1925. Cette liste est probablement incomplète.

## 1925
| Titre                                | Réalisateur                       | Acteurs                                                            | Genre              | Notes      |  |
| ------------------------------------ | --------------------------------- | ------------------------------------------------------------------ | ------------------ | ---------- |  |
| L'Abbé Constantin                    | Julien Duvivier                   | Jean Coquelin, Pierre Stéphen, Claude France                       | Comédie            |            |  |
| Amour et Carburateur                 | Pierre Colombier                  | André Alerme, Albert Préjean, Alice Tissot                         | Comédie            |            |  |
| Amours Exotiques                     | Léon Poirier                      | Suzanne Bianchetti                                                 | Comédie dramatique |            |  |
| Autour d’un berceau                  | Georges Monca, Maurice Kéroul     | Geneviève Félix, Berthe Jalabert, Fernand Herrmann                 |                    |            |  |
| Les Aventures de Robert Macaire      | Jean Epstein                      | Jean Angelo, Alex Allin, Suzanne Bianchetti                        | Comédie Aventure   |            |  |
| Barocco                              | Charles Burguet                   | Nilda Duplessy, Jean Angelo, Charles Vanel                         | Aventure           |            |  |
| La Blessure                          | Marco de Gastyne                  | Léon Mathot, Paulette Dorys Henri Étiévant, Choura Milena          |                    |            |  |
| Le Bossu                             | Jean Kemm                         | Gaston Jacquet, Claude France, Marcel Vibert                       |                    |            |  |
| Le Château de la mort lente          | E.B. Donatien                     | Rachel Devirys, E.B. Donatien, Lucienne Legrand                    |                    | film perdu |  |
| La Cible                             | Serge Nadejdine                   | Nicolas Koline, Andrée Brabant, Nicolas Rimsky                     |                    |            |  |
| La Clé de voûte                      | Roger Lion                        | Gina Palerme, Gil Clary, Céline James                              | Drame              |            |  |
| La Closerie des genêts               | André Liabel                      | Henry Krauss, Marcya Capri, Jean Dax                               | Drame              |            |  |
| Le Cœur des gueux                    | Alfred Machin, Henry Wulschleger  | Maurice de Féraudy, Ginette Maddie, Maxime Desjardins              |                    |            |  |
| Comment j'ai tué mon enfant          | Alexandre Ryder                   | Sylvia Grey, Max de Rieux, Georges Lannes                          | Drame              |            |  |
| La Course du flambeau                | Luitz Morat                       | Daniel Mendaille, Josyane, Germaine Dermoz                         |                    |            |  |
| Cyrano de Bergerac                   | Augusto Genina                    | Pierre Magnier                                                     | Drame              |            |  |
| Le Double amour                      | Jean Epstein                      | Nathalie Lissenko, Jean Angelo Camille Bardou                      | Drame              |            |  |
| La Douleur                           | Gaston Roudès                     | Constant Rémy, France Dhélia, Lucien Dalsace                       |                    |            |  |
| Les Élus de la mer                   | Gaston Roudès , Marcel Dumont     | Gaston Modot , Jean Dehelly, Simone Vaudry                         |                    |            |  |
| L'Épervier                           | Robert Boudrioz                   | Sylvio de Pedrelli, Nilda Duplessy Georges Tréville, Gaston Dubosc |                    |            |  |
| L'Éveil                              | Gaston Roudès, Marcel Dumont      | France Dhélia, Georges Lannes, Léonce Cargue                       |                    |            |  |
| Fanfan la Tulipe                     | René Leprince                     | Aimé Simon-Girard, Simone Vaudry, Jacques Guilhène                 | Aventure           |            |  |
| Le Fantôme du Moulin-Rouge           | René Clair                        | Albert Préjean, Sandra Milovanoff, Paul Ollivier                   |                    |            |  |
| Feu Mathias Pascal                   | Marcel L'Herbier                  | Ivan Mozzhukhin, Michel Simon                                      | Drame              |            |  |
| La Fille de l'eau                    | Jean Renoir                       | Pierre Champagne, Charlotte Clasis                                 | Drame romantique   |            |  |
| La Flamme                            | René Hervil                       | Germaine Rouer, Charles Vanel, Colette Darfeuil                    |                    |            |  |
| L'Homme des Baléares                 | André Hugon                       | Colette Darfeuil                                                   |                    |            |  |
| Jack                                 | Robert Saidreau                   | Jean Yonnel, André Dubosc, Max de Rieux                            |                    |            |  |
| Jocaste                              | Gaston Ravel                      | Thomy Bourdelle, Claude Mérelle, Sandra Milovanoff                 |                    |            |  |
| La Joueuse d'orgue                   | Charles Burguet                   | Camille Bardou, René Blancard                                      | Drame              |            |  |
| La Justicière                        | Maurice de Marsan, Maurice Gleize | René Navarre, Elmire Vautier, Albert Préjean                       |                    |            |  |
| Knock, ou le triomphe de la médecine | René Hervil                       | Fernand Fabre, René Lefèvre, Léon Malavier                         |                    |            |  |
| Madame Sans-Gêne                     | Léonce Perret                     | Gloria Swanson, Émile Drain                                        | Comédie romantique |            |  |
| Les Misérables                       | Henri Fescourt                    | Gabriel Gabrio                                                     | Drama              |            |  |
| Mon curé chez les riches             | Gaston Roudès, Marcel Dumont      | E.B. Donatien, Louis Kerly, Lucienne Legrand                       | Comédie            |            |  |
| Monte Carlo                          | Louis Mercanton                   | Carlyle Blackwell, Betty Balfour, Rachel Devirys                   |                    |            |  |
| Les Murailles du silence             | Louis de Carbonnat                | Elmire Vautier, René Navarre, Simone Mareuil                       |                    |            |  |
| Milord l'Arsouille                   | René Leprince                     | Aimé Simon-Girard, María Dalbaicín, Simone Vaudry                  |                    |            |  |
| Nantas                               | Émile-Bernard Donatien            | E.B. Donatien, Lucienne Legrand, Maxime Desjardins                 | Serial Drame       | 4 ép       |  |
| La Nuit de la revanche               | Henri Etiévant                    | Charles Vanel, Léon Mathot, Simone Vaudry                          |                    |            |  |
| Oiseaux de passage                   | Gaston Roudès                     | France Dhélia, Lucien Dalsace, Mévisto                             |                    |            |  |
| Paris qui dort                       | René Clair                        | Henri Rollan                                                       | Science-Fiction    |            |  |
| Petite mère                          | Gaston Roudès                     | France Dhélia, Lucien Dalsace, Paul Ollivier                       |                    |            |  |
| Les Petits                           | Gaston Roudès, Marcel Dumont      | Louise Astruc, Mireille Colombes, Lucien Dalsace                   |                    |            |  |
| Le Puits de Jacob                    | Edward José                       | Betty Blythe, Léon Mathot, Malcolm Tod                             | Drame              |            |  |
| Le Réveil                            | Jacques de Baroncelli             | Marguerite de Morlaye, Charles Vanel, Max Maxudian, Isobel Elsom   | Drame              |            |  |
| Le Roi de la pédale                  | Maurice Champreux                 | Georges Biscot, Blanche Montel, Jean Murat                         |                    |            |  |
| Surcouf                              | Luitz-Morat                       | Jean Angelo, Antonin Artaud, Thomy Bourdelle                       | Serial Aventure    | 8 ép       |  |
| La Terre promise                     | Henry Roussel                     | Pierre Blanchar, Raquel Meller André Roanne, Henriette Moret       |                    |            |  |
| Le Voyage imaginaire                 | René Clair                        | Dolly Davis, Jean Börlin, Albert Préjean                           | Comédie dramatique |            |  |
| Veille d'armes                       | Jacques de Baroncelli             | Maurice Schutz, Jean Bradin, Annette Benson                        | Guerre             |            |  |
| Visages d'enfants                    | Jacques Feyder                    | Jean Forest, Victor Vina                                           | Drame              |            |  |
| La Vocation d'André Carel            | Jean Choux                        | Blanche Montel, Stéphane Audel, Michel Simon                       |                    |            |  |